# Maarouf Kerroumi
Ba El Maarouf Kerroumi, né le 1er juin 1994, est un joueur de futsal international français évoluant au poste de gardien de but.
Il fait partie de la première équipe de France à participer à une compétition majeure, l'Euro 2018.

## Biographie

### Débuts à Toulon
Ba El Maarouf Kerroumi commence le futsal au Classic Saint-Jean du Var en 2013.
Six mois plus tard, il intègre le Toulon Tous Ensembles Futsal et l'équipe de France espoirs.
Lors de la saison 2014-2015, alors régulièrement appelé en sélection U21, Maarouf Kerroumi est promu gardien numéro 1 après le départ de l'espagnol Sergio. Le Toulon TEF et son portier terminent vice-champion de France avec une défaite aux tirs au but en finale de Division 1 contre le Kremlin-Bicêtre United (5-5 tab 4-5). 

### Passage à Hérouville et retour triomphant
Début 2017, insatisfait de son temps de jeu, le gardien quitte sa ville natale à la mi-saison et s'engage avec le club d'Hérouville en deuxième division, à mile kilomètres au nord. 
Pour la saison 2018-2019, Ba El Maarouf revient au TEF sur la pointe des pieds après un an et demi en D2, à Hérouville. « Je suis revenu comme troisième gardien, le club ne comptait pas vraiment sur moi. J’ai travaillé dur et j’ai su saisir ma chance. Et même si j’ai gagné ». Au gré de ses performances, il pousse peu à peu le titulaire Sergio - blessé durant l'hiver - sur le banc. L'équipe termine championne de France.

### En équipe nationale
Peu après son arrivée au Toulon Tous Ensembles Futsal, en octobre 2013, Kerroumi est appelé en stage de détection pour l'équipe de France des moins de 21 ans. 
En mai 2015, régulièrement convoqué chez les U21, le gardien participe au stage de détection pour intégrer l'équipe de France A aux côtés notamment de Samir Alla et Souheil Mouhoudine. En octobre, le gardien est retenu pour le tour préliminaire de la Coupe du monde 2016, face à Malte, l’Albanie et la Lituanie mais ne prend part à aucune de ces rencontres officielles.   
Maarouf Kerroumi ne participe à aucune des rencontres qualificatives pour l'Euro 2018. En janvier 2018, Ba El Maarouf fait partie de l'équipe de France de futsal au championnat d'Europe 2018, première compétition majeure de l'équipe de France. Kerroumi ne participe à aucun des deux matchs.
En 2018-2019, Francis Lokoka lui est préféré dans le rôle de troisième gardien de la sélection française.
En septembre 2019, alors qu'il n'a toujours participé qu'à des matchs amicaux avec les Bleus dont deux rassemblements en début d'année, Kerroumi est sélectionné avec l'équipe du Maroc pour un stage de préparation.

## Palmarès
- Championnat de France de futsal (1)
  - Champion : 2019
  - Finaliste : 2015